# Henri Losch

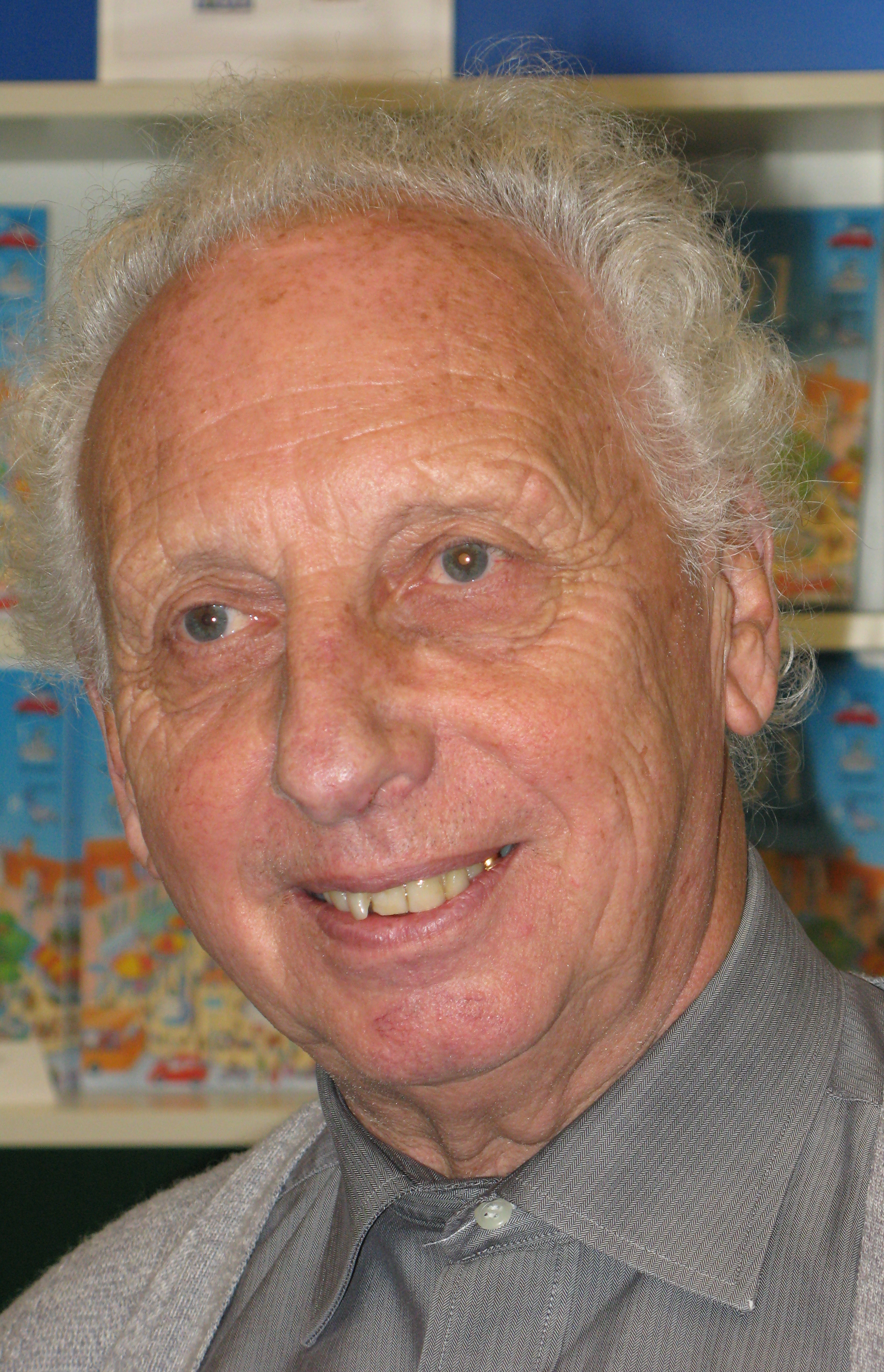
Henri Losch (2006)

Henri Losch (* 16. Juli 1931 in Diekirch; † 26. Dezember 2021) war ein luxemburgischer Lehrer, Schauspieler, Drehbuchautor und Linguist.

## Leben
Losch wuchs in Useldingen auf. Als Lehrer im Ruhestand der Stadt Luxemburg und Dozent für Diktion am Escher Konservatorium, Theater- und Filmschauspieler, Mitglied des Lëtzebuerger Theater 1962–1973, Gründungsmitglied des TOL, Drehbuchautor von zwei großen Filmproduktionen, Déi zwéi vum Bierg und De falschen Hond, realisiert vom Hei Elei, freier Mitarbeiter von RTL, Redner und Sprecher von Konzerten, beschäftigte er sich seit 1990 besonders mit der luxemburgischen Sprache und gab Luxemburgisch-Kurse.

## Bibliographie
Neben den hier aufgelisteten Werken stammen verschiedene Artikel aus der Serie Galerie und nos cahiers Lëtzebuerger Zäitschrëft fir Kultur aus der Feder von Henri Losch.

## Werke

### Autor
- Grouss a Kleng am Krich, Edit. RTL 1984.
- Piccolo, Saxo, Compagnie, e musikalescht Märchen, 1990.
- Eng Zaubertéingeschicht, e musikalescht Mäerchen mam OPL, Musek vum Jean-Paul Frisch, 1998.
- Tun Deutsch, Edit. Saint-Paul 1995.
- En drolege Schlasshär, Edit. Saint-Paul 2002.
- Am grujelegen Tunnel, Edit. Saint-Paul 2003.
- E Bouf erzielt, Edit. Guy Binsfeld 2004.
- En Däiwelsgesiicht, Edit. Saint-Paul 2005.
- Lëtzebuerg, e Land a seng Leit, Imprimerie Centrale, 2007.
- Häerzerkinnek. E Krimi, Édit. Guy Binsfeld, 2007.
- De Geescht an där aler Brauerei e Roman fir Kanner mat Biller vum Patty Thielen, kids saint-paul, 2009.
- Chrëschtdag hautdesdaags, e Chrëschtmusical, Musek vum Georges Urwald
- Koppeges a Bosseges. E Schoulmeeschter erzielt. Edit. Guy Binsfeld 2012.
- D’Rennscheier – E Guide erzielt. Edit. Guy Binsfeld 2015.
- Mamer Meng Gemeng – Wissenswertes aus Geschichte, Geographie und Kultur. Edit. Revue, 2015.
- Mamer Ma commune – Informations concernant sa géographie, son histoire et sa culture. Edit. Revue, 2015.
- De Kregéiler – E Frënd vun der Natur erzielt. Edit. Guy Binsfeld 2017.
- Sympatesch Kauzen. Edit. Guy Binsfeld 2018
- Studentendreem viru sechzeg Joer. Galerie, 36e annee, N.3, 2018.
- 3 clever Butzen. LEADER Lëtzebuerg West, 2019.

### Koautor
- Eis Sprooch: Kuurz Geschichten Extraserie Nr 7. Action Lëtzebuegesch, 1986
- „DA LASS“, eng audio-visuell Method fir Lëtzebuergesch ze léieren, Minist.Éduc.Nation.
- Grammaire vun der Lëtzebuerger Sprooch, Minist.Éduc.Nation. 2005
- Les verbes luxembourgeois / D'Lëtzebuerger Verben zusammen mit: Braun, Josy, Marianne Johanns-Schlechter, Josée Kauffmann-Frantz, Geneviève Magnette-Barthel, 2005. . Ministère de l'éducation nationale et de la formation professionnelle, Service de la formation des adultes. Éd. Guy Binsfeld. 234 p., ISBN 978-2-495-00026-0.
- D'Messer am Réck. Éd. Guy Binsfeld, 2006
- Iwwer Grenzen. Éd. Guy Binsfeld, 2007
- E Buch am Zuch. Initiativ Freed um Liesen, 2009

### Übersetzer
- Charles Dickens: E Wantermäerchen, Edit. Guy Binsfeld.
- Dieter Konsek: D'Julie an d’Dramvillercher, Edit. Guy Binsfeld.
- Debbie Lavreys: **Wat ass da mam Mound lass?, Edit. Guy Binsfeld 2006.
- Lëtzebuerg, e Land a seng Leit, Imprimerie Centrale, 2007 (vom Luxemburgischen ins Deutsche, Französische und Englische)

### Mitarbeiter bei der Produktion
- Deutsch Luxemburgisches Wörterbuch, 2004, Edit. Saint-Paul
- Dictionnaire Français Luxembourgeois, 2006, Edit. Saint-Paul

### Audio
- Henri Losch: E Bouf erzielt – Eng gewéinlech, ongewéinlech Kannerzäit am Krich, eine Audio-CD, gelesen vom Autor, Éditions Guy Binsfeld, September 2007, 11 Geschichten, 72 Minuten.

## Filmographie

### Als Schauspieler
- 1983: Congé fir e Mord, von Paul Scheuer
- 1984: E Fall fir sech, von Menn Bodson und Marc Olinger
- 1985: Déi zwéi vum Bierg, von Menn Bodson, Marc Olinger und Gast Rollinger (TV)
- 1989: De falschen Hond, von Menn Bodson, Marc Olinger und Gast Rollinger (TV)
- 1989: Mumm Sweet Mumm, von Paul Scheuer, Georges Fautsch und Maisy Hausemer
- 1992: E Liewe laang, von Menn Bodson, Marc Olinger und Gast Rollinger
- 1993: Three Shake-a-Leg Steps to Heaven, von Andy Bausch
- 1997: Lorenz im Land der Lügner, von Jürgen Brauer
- 2010: Schockela, Knätschgummi a brong Puppelcher, von Andy Bausch
- 2012: D'Belle Epoque, von Andy Bausch
- 2013: D'Fifties zu Lëtzebuerg, von Andy Bausch
- 2018: De Superjhemp Retörns, von Felix Koch

### Als Drehbuchautor
- 1985: Déi zwéi vum Bierg
- 1989: De falschen Hond

### Als Leih-Stimme
- 2015. De klenge Prënz, Die Stimme des alten Piloten (Antoine de Saint-Exupéry)
- 2018: Den Tram, Sendung auf RTL